# Makói média
Ez a szócikk Makó város helyi tömegtájékoztatási eszközeiről szól.

## Újságok

### Makó Ma Médiaoldal
A Makó Ma Médiaoldal 2013 tavasza óta közöl friss híreket Makóról és vidékéről.
Napi több hír is felkerül a hírportálra, így az olvasók mindenről értesülnek ami a városban történik. A weboldalon több rovatba sorolva találhatók meg a tartalmak, melyek segítségével akár településekre szűkítve lehet a híreket olvasni.

### Infomako.hu
2014-ben létrehozott online információs és szórakoztató portál, hírek, bulifotók, programajánló, cégregiszter... A weboldal az 'InfoVáros' nemzetközi internetes portálrendszer és franchise rendszer tagjaként működő hírportál, amely a régió híreit, programjait, eseményeit, szolgáltatásait fogja össze. Naprakész hírekkel. Szoros együttműködésben a Makói Mozaik és a Makói Szuperinfóval.

### Délvilág
A Délvilág Csongrád-Csanád vármegye legnagyobb napilapjának, a Délmagyarországnak megyei változata. A két újság csupán abban tér el egymástól, hogy a Délmagyarország főként szegedi, míg a Délvilág főként Csongrád-Csanád vármegyei hírekkel foglalkozik. A napilap a hét minden napján a megye egy-egy kistérségének híreiről tudósító mellékletet ad ki, Makó és térsége csütörtökönként kap nagyobb figyelmet az átlagosnál.

### Heti Plusz
Független információs, reklám- és apróhirdetési újság. A hetilap hat oldal terjedelemben, 17 400 példányban jelenik meg Makón és 12 másik, térségi településen. 1990-ben alapították, ingyenesen terjesztett; felelős szerkesztője Takács Gábor. 2010. december 18. óta nem adott ki újságot.

### Makói Hírek
A makói önkormányzat ingyenes hetilapja. Főként információkkal szolgál. Rendszeresen tájékoztat az aktuális fontosabb makói dolgokról. Pályázatokat, programokat, anyakönyvi híreket, kórházi ügyeletet, versenyeredményeket és hasonlóakat láthatnak a makóiak az újság hasábjain. Bulvártémákkal nem foglalkozik, mindig a várost érintő híreket közöl, azokat is általában a polgármesteri hivatal tollából.
Az újság a Makó és Térsége című információs hetilap utódja. A Makó és Térsége ugyanilyen stílusban közölt információkat az egész kistérségből, de 2007 januárjától a kistérség falvainak önkormányzatai nem tudták állni a terjesztés költségeit, így a lap csak Makón jelenik meg, az új néven.

### Makói História
A József Attila Múzeum kulturális lapja, a Nemzeti Kulturális Alapprogram támogatásával jelenik meg. Levéltári információkat, jeles makói évfordulókat, helytörténeti cikkeket közöl hasábjain. Felelős kiadója Dr. Halmágyi Pál múzeumigazgató.

### Makói Mozaik
A Makói Mozaik egy 2006-ban alapított, ingyenesen terjesztett információs és hirdetőújság. Heti rendszerességgel, 18 400 példányban jelenik meg. Terjedelme 16 oldal, hasábjain a hirdetések mellett idézetek, egypercesek, receptek és sporthírek is olvashatóak. A „Kriszti néni válaszol” rovatban gyermekgondozási és egészségügyi témában reflektálnak a tanácsot kérő olvasói levelekre, de viccek is olvashatóak a hetilapban.

### Makói Szuperinfó
Az országos lefedettségű, ingyenesen terjesztett információs hetilap és apróhirdetési újság franchise partner által üzemeltetett térségi kiadása. 1995 óta jelenik meg, jelenleg 12 oldal terjedelemben.

### Mafla
A Mafla – neve rövidítés, a MAkói Fiatalok LApja névből – az ifjúságot megcélzó, negyedévente megjelenő lap. Szezonális tartalmai mellett oktatási híreket közöl, teret ad fiatalkorú művészek műveinek, élménybeszámolóinak megjelenésére. Gyakran versenyekről tájékoztat, vagy életképet közöl egy-egy oktatási intézményből. 2000-ben alapították.

### Marosvidék
Az 1959-ben alapított, majd 2000-ben újból életre hívott folyóirat a térség néprajzi, helytörténeti, irodalmi életét kíséri figyelemmel. A szerkesztőség célja emellett, hogy lehetőséget biztosítson az ifjú tehetségeknek műveik megjelentetésére. Évente három alkalommal jelenik meg a Marosvidék Baráti Társaság jóvoltából; felelős kiadója Bálint József, Apáczai Csere János-díjas pedagógus, nyugalmazott iskolaigazgató.

### Szieszta
Hasonlóan a Maflához ez is önkormányzati fenntartású. Az idősebb korosztály a célközönsége, kínálatát visszaemlékezések, nyugdíjasoknak szóló programok közlése, novellák és osztálytalálkozók alkotják.

### Szent István Egyházközségi Tudósító
A Makó-Belvárosi Római Katolikus Plébánia havilapja. 2005 januárjától megjelenő fekete-fehér újság, 6-8 oldalban tájékoztat az egyházközség eseményeiről, ünnepekről, hirdetéseiről. Tartalmaz cikkeket a templom történelméről, az egyházközség tagjainak tevékenységéről, léleképítő elmélkedéseket. Gyakori rovatok: Szent-beszéd, Útra-való, Élő kövek, Igazgyöngy, Kincseink, A hónap szentje, Hang-súly.

### SZIGNUM
A Szent István Egyházi Általános Iskola és Gimnázium, Szent Gellért Diákotthon havilapja. 2005 januárjától megjelenő fekete-fehér újság. Eredetileg a Szent István Egyházközségi Tudósító részeként jelent meg. Tartalmaz cikkeket az iskola belső életéről, újdonságokról, rendezvényeiről, a növendékek szerepléséről tanulmányi- és sportversenyeken, pályázatokon, a dolgozók és tanulók nyílt leveleit. Gyakori rovatok: Fele-más, Több telik tőlünk, Jeles napok, Velünk történt.

## Rádiók

### Árkádia Rádió
A 2003-ban létrejött rádióadó 24 órás adást sugárzott a kistérségben. Bár kereskedelmi rádió volt, a közszolgálati adó szerepét is betöltötte műsorai révén. 2006-tól idegen nyelvű műsort is sugárzott, egyrészt a város kisebbségeinek, másrészt a határ túloldalán lévő falvaknak. Színes magazinműsor-választékkal rendelkezett, sokféle zenei ízlést kiszolgált. Makón ennek a rádiónak is nagy hallgatótábora volt.
2014. január 17-én, 11 év után elhallgatott az Árkádia Rádió.

### Rádió ICE
A rádió 2006 óta működött. Zenéivel, műsoraival fiatalabb közönséget (15-40 év) célzott meg, mint az Árkádia. Éjféltől a nappal hallható műsorok ismétlése volt hallható. Nappal többféle stílust is sugárzott. Többen is önként kapcsolódtak be a rádió létrejöttébe, szerkesztésébe, műsorvezetésbe.
2014. március 1-jén 0:00-kor 8 év után elhallgatott Makó utolsó helyi, kisközösségi rádi ója. 2016-ban újraindult, mint internetes rádió. 2019-ben új műsorvezetőket és új műsorokat kapott a Rádió Ice.

## Internet
A Makó Híradó internetes hírportál 2012. november 5-én indult útjára. A portál naponta többször frissülő tartalommal informálja a város lakóit, és a Makó hírei iránt érdeklődőket, de közérdekű információk is megtalálhatóak az oldalon.

## Külső hivatkozások
- A Makó Ma Médiaoldal honlapja
- Az Árkádia Rádió honlapja
- A Délvilág makói hírei Archiválva 2008. május 24-i dátummal a Wayback Machine-ben a Delmagyar.hu-n
- A HetiPlusz internetes oldala Archiválva 2010. január 8-i dátummal a Wayback Machine-ben
- A Makói Mozaik honlapja Archiválva 2007. október 12-i dátummal a Wayback Machine-ben
- A Makói Szuperinfó honlapja
- A Makó Városi Televízió honlapja
- A Marosvidék folyóirat honlapja
- A Rádió ICE internetes oldala
- A SZIGNUM archívuma a Szent István Egyházi Általános Iskola és Gimnázium honlapján
- A Makó Híradó kezdőlapja Archiválva 2012. november 29-i dátummal a Wayback Machine-ben